# Jan Trøjborg
Jan Trøjborg (ur. 14 grudnia 1955 w Horsens, zm. 6 maja 2012 w Aarhus) – duński polityk i samorządowiec, działacz Socialdemokraterne, deputowany do Folketingetu, w latach 1993–2001 minister w czterech rządach Poula Nyrupa Rasmussena.

## Życiorys
W 1976 uzyskał dyplom murarza, w 1986 został inżynierem, absolwentem Horsens Teknikum. Od pierwszej połowy lat 70. zaangażowany w działalność polityczną. W 1973 objął funkcję przewodniczącego socjaldemokratycznej młodzieżówki DSU w Vejle, wchodząc w skład rady krajowej tej organizacji. Od 1978 do 1986 był radnym miejskim w Horsens. W 1987 po raz pierwszy został posłem do Folketingetu. Uzyskiwał reelekcję na kolejne kadencje, zasiadając w duńskim parlamencie do 2005.
Był członkiem czterech gabinetów Poula Nyrupa Rasmussena przez cały okres ich funkcjonowania. W styczniu 1993 objął stanowisko ministra przemysłu, a w styczniu 1994 został ministrem transportu. Od grudnia 1996 do marca 1998 sprawował urząd ministra handlu. Następnie do lipca 1999 pełnił funkcję ministra do spraw badań naukowych. Od lipca 1999 do grudnia 2000 zajmował stanowisko ministra rozwoju, po czym do listopada 2001 wykonywał obowiązki ministra obrony.
W 2005 został burmistrzem swojej rodzinnej miejscowości. Zmarł w 2012 na skutek ataku serca, którego doznał podczas amatorskich zawodów kolarskich zorganizowanych przy okazji duńskich etapów Giro d’Italia.